# 马丁·兹沃拉内克
马丁·兹沃拉内克（捷克語：Martin Zvolánek，1974年6月25日—），捷克男子乒乓球、田径运动员。他曾代表捷克参加2000年、2008年、2012年和2016年夏季残疾人奥林匹克运动会，获得一枚银牌和二枚铜牌。